# Église Saint-Thomas de Reims
Pour les articles homonymes, voir Église Saint-Thomas.
L'église Saint-Thomas, bâtie au milieu du XIXe siècle sous le patronage du cardinal Thomas Gousset dans un style imitant le gothique, est l'une des églises de Reims.

## Historique

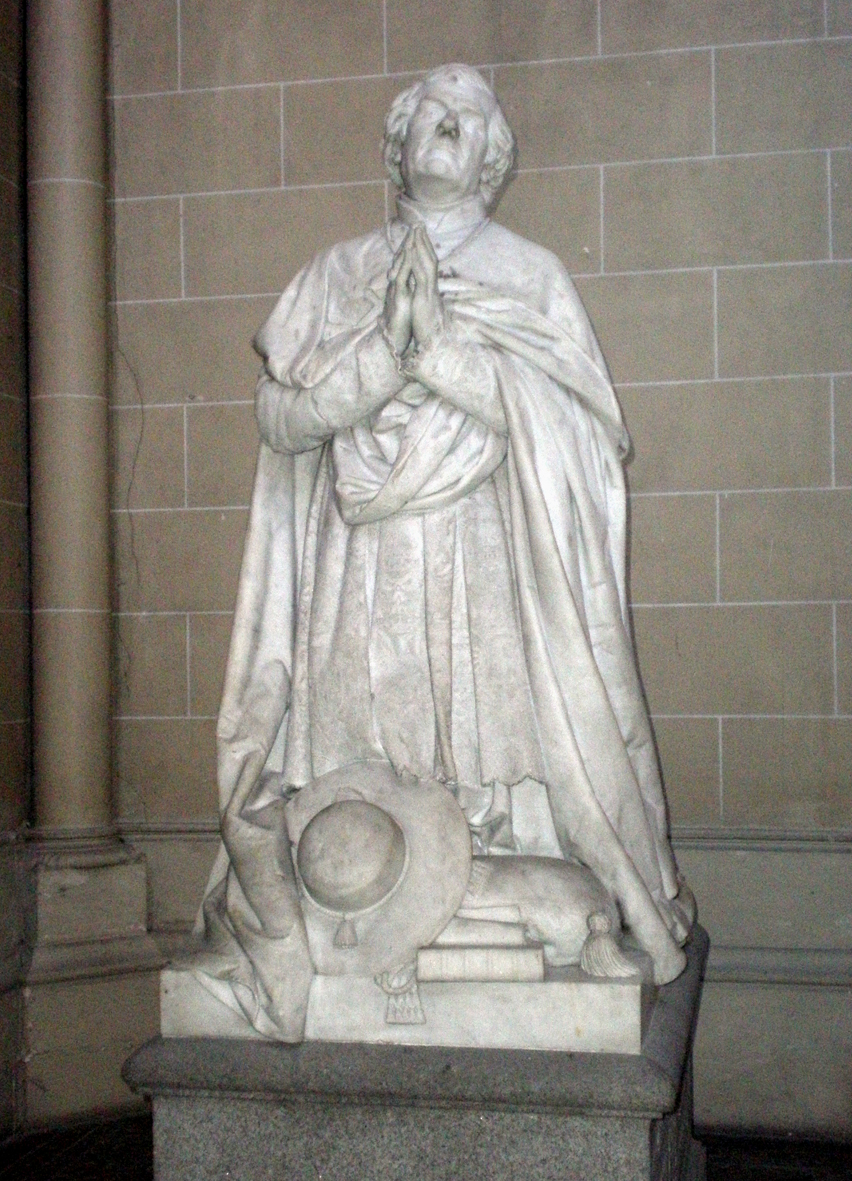
L'orant de Monseigneur Thomas Gousset, archevêque de Reims.

Installée, au début de l'avenue de Laon  au cœur du quartier du même nom, cette église fut consacrée le 21 avril 1864 par Monseigneur Thomas Gousset, archevêque de Reims. Celui-ci y fut d'ailleurs enseveli après sa mort – survenue à Reims le 22 décembre 1866 – et l'on peut admirer dans le bras droit du transept son tombeau, consistant en un orant en marbre réalisé par le sculpteur Bonnassieux et inauguré le 14 mars 1872. 
Le cardinal ouvrit une souscription de 1848 à 1853 pour cet édifice construit par Narcisse Brunette et Auguste Reimbeau, la façade qui accueille le soleil levant est de Wendling. Le transept est terminé pour l'inhumation de Mgr Gousset en 1872. Dans la nef, tout près de l'entrée de l'église, se trouve une grande croix fondue avec les restes de la cloche, détruite par les bombardements allemands de la Première Guerre mondiale. Sont également visibles dans la nef les quatorze tableaux composant le chemin de croix.
Dans le bras gauche du transept, on remarque une Vierge à l'Enfant nommée Regina pacis (« Reine de la paix ») près de laquelle a été fixée une plaque rappelant que c'est à deux cent cinquante mètres de cet édifice – dans une salle du Collège technique et moderne de Reims, l'actuel lycée Roosevelt – que, le 7 mai 1945, vers 2 h 40, fut signé par le général Alfred Jodl l'acte mettant fin à la Seconde Guerre mondiale en Europe.

## L'orgue

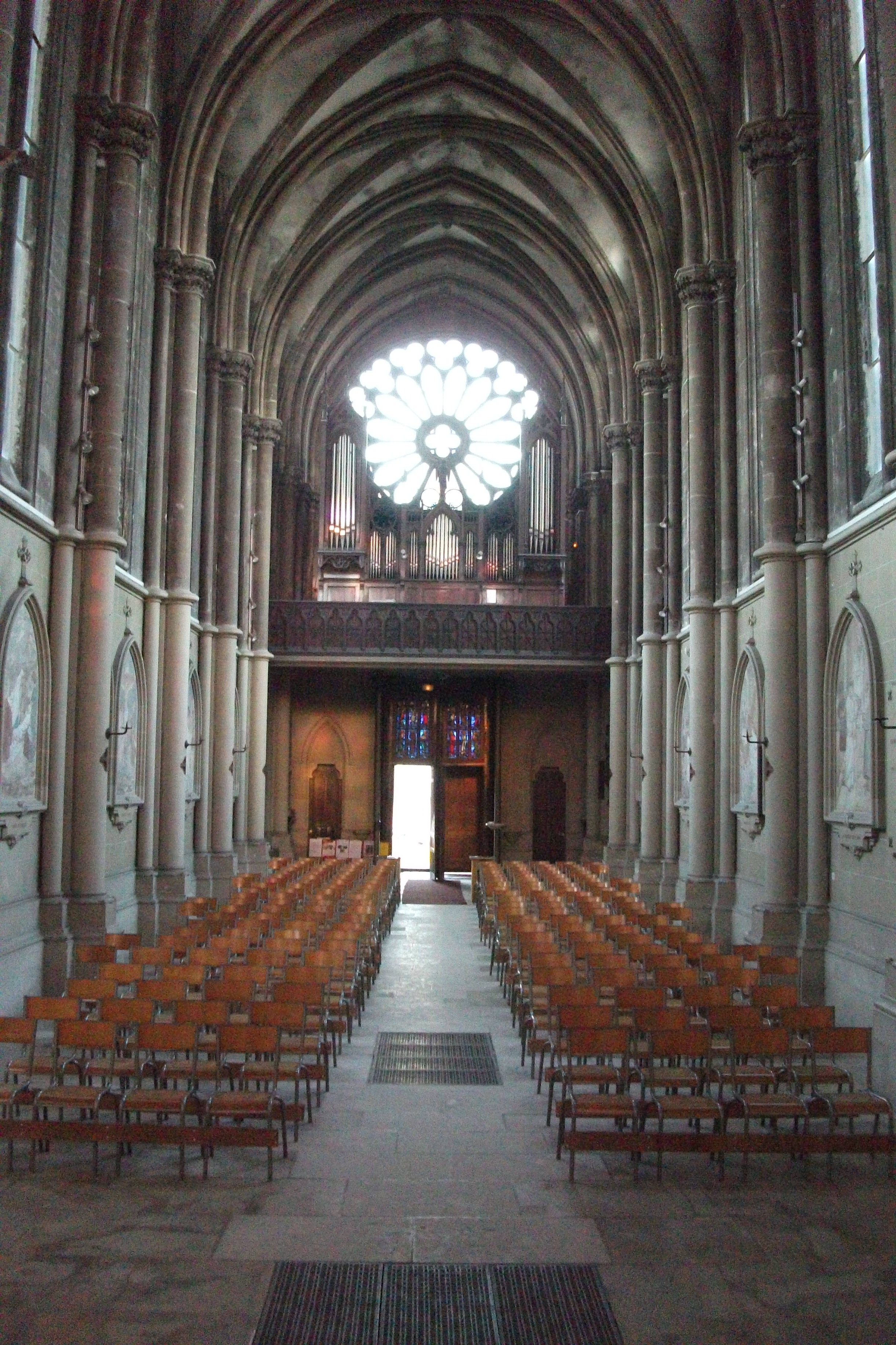
L'orgue devant la rosace.

Les grandes orgues de l'église Saint-Thomas de Reims est l'œuvre de Pierre Schyven, célèbre organier bruxellois. Construit en 1881 sur la tribune nouvellement construite au-dessus de la porte d'entrée à la suite des agrandissements de l'église dans les années 1850-1860, cet instrument possède 24 registres dont 16 réels, répartis sur 2 claviers et pédalier. Issu d'un orgue de série comportant six instruments aux compositions similaires, l'orgue de Saint-Thomas est l'unique exemplaire en France. 
Pierre Schyven lui-même entretient son propre instrument jusqu'au début des années 1900.
En 1917, les tuyaux de métal sont réquisitionnés pour la Première Guerre mondiale et l'église est en partie bombardée.
Dès 1920, la fabrique d'église cherche à faire restaurer son instrument de tribune. Plusieurs facteurs d'orgues se succèdent pour proposer des projets, comme le fils de Pierre Schyven (qui souhaitait restaurer l'instrument à l'identique), le facteur luxembourgeois Stahlhuth, les mosellans Jacquot-Jean Pierre (qui souhaitait transformer l'orgue de fond en comble, tout en restant dans le style symphonique), la maison Joseph Merklin (la partie parisienne, reprise par Eugène Guillaume Fortin, et déplacée à Reims) et le rémois Augustin Brisset.
C'est la maison Merklin-Fortin qui remporta le marché en 1922. Pour son projet, Fortin gardait l'instrument dans son état global, tout en opérant des changements mineurs :
- Remplacement du Cor Anglais 8 du positif (second clavier) par un Basson-Hautbois 8
- Déplacement de la Flûte Harmonique 8 du Grand-Orgue (premier clavier) sur le Positif seul.
- Déplacement des tuyaux aigus de la Montre pour les mettre en dehors de la boîte expressive, entre le buffet et les jalousies.
- Ajout d'un Principal 8, étroit, au GO.
- Ajout d'un Basson 16 au GO sur la chappe de Bombarde 16 prévue par Schyven pour le pédalier.

L'inauguration de l'orgue nouvellement restauré et agrandi se fît en octobre 1925.
Entre les années 1970 et 1980, le facteur Jacques Petitfalaise déposa les panneaux de la boîte expressive.  
Actuellement, l'instrument de Pierre Schyven est dans un état préoccupant, mais la municipalité de Reims a prévue une restauration de cet orgue. Pour le moment, ce sont les deux titulaires de l'orgue qui réparent, à leurs frais, cet instrument pour le maintenir en vie.  

### Composition d'origine (1881)
| Grand-Orgue Expressif Clavier I 56 notes | Positif Expressif Clavier II 56 notes | Pédale Expressive 30 notes |
| ---------------------------------------- | ------------------------------------- | -------------------------- |
| Bourdon 16'                              | Salicional 8'                         | Soubasse 16'               |
| Montre 8'                                | Cor de Nuit 8'                        | Octave-Basse 8'            |
| Salicional 8'                            | Flûte Harmonique 8'                   | Bombarde 16' (non posée)   |
| Bourdon 8'                               | Voix Céleste 8'                       | Trompette 8'               |
| Flûte Harmonique 8'                      | Flûte Octaviante 4'                   |                            |
| Gambe 8'                                 | Quinte 2 2/3'                         |                            |
| Prestant 4'                              | Doublette 2'                          |                            |
| Flûte Octaviante 4'                      | Trompette 8'                          |                            |
| Fourniture III-IV (16')                  | Cor Anglais 8'                        |                            |
| Trompette 8'                             |                                       |                            |
| Clairon 4'                               |                                       |                            |

### Composition actuelle (1925)
| Grand Orgue Expressif Clavier I 56 notes | Positif Expressif Clavier II 56 notes | Pédale Expressive 30 notes |
| ---------------------------------------- | ------------------------------------- | -------------------------- |
| Bourdon 16'                              | Flûte Harmonique 8'                   | Soubasse 16'               |
| Montre 8'                                | Cor de Nuit 8'                        | Octave-Basse 8'            |
| Principal 8'                             | Gambe 8'                              | Trompette 8'               |
| Salicional 8'                            | Voix Celeste 8'                       |                            |
| Bourdon 8'                               | Flûte Octaviante 4'                   |                            |
| Gambe 8'                                 | Quinte 2 2/3                          |                            |
| Prestant 4'                              | Doublette 2'                          |                            |
| Flûte Octaviante 4'                      | Basson-Hautbois 8'                    |                            |
| Fourniture III-IV (16')                  | Trompette 8'                          |                            |
| Basson 16'                               |                                       |                            |
| Trompette 8'                             |                                       |                            |
| Clairon 4'                               |                                       |                            |

## Galerie d'images

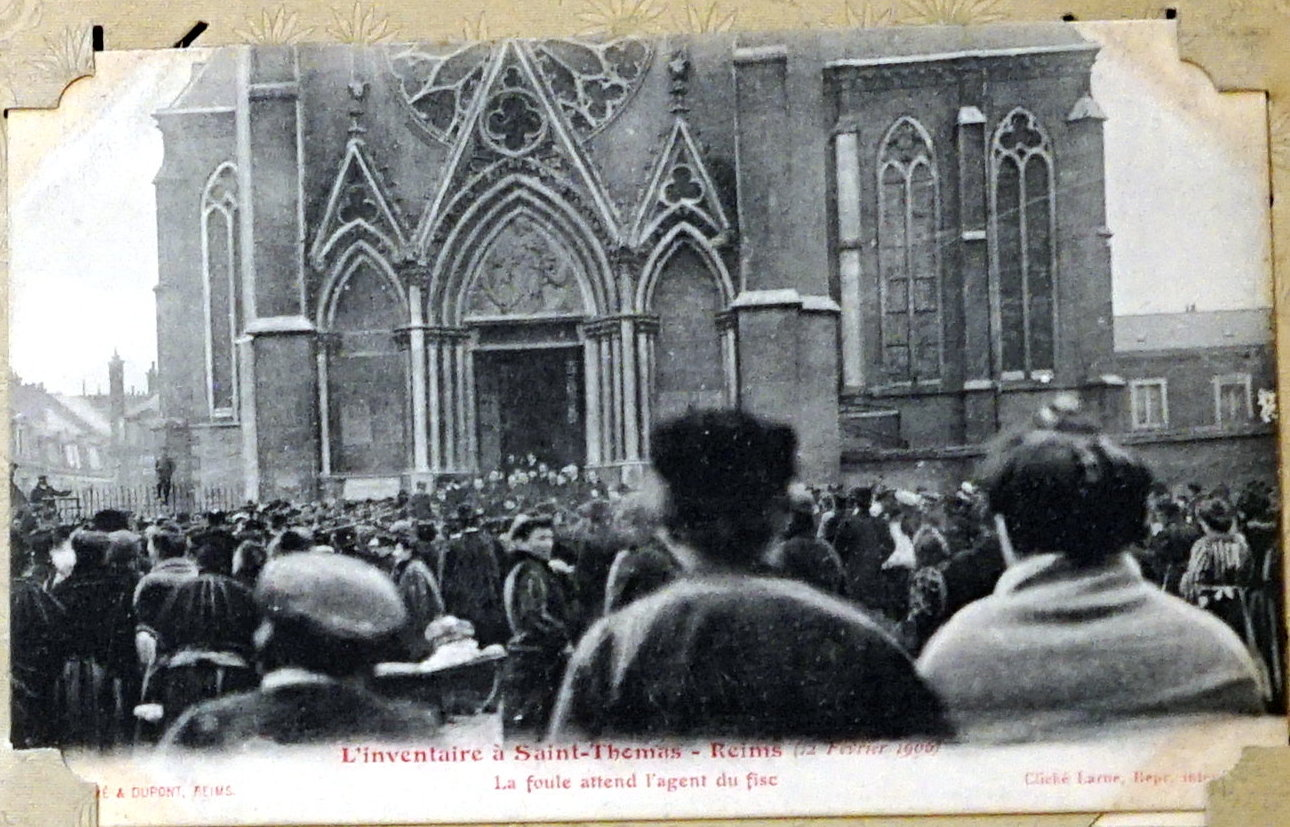
En 1906 lors de la querelle des inventaires, 1906,
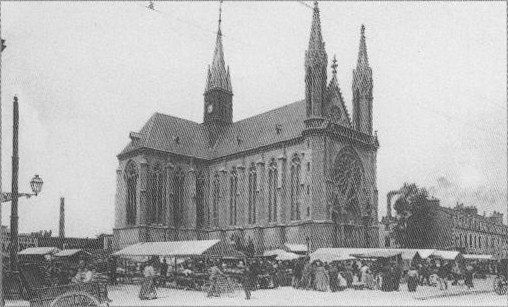
Vue depuis la place Saint-Thomas en 1912.
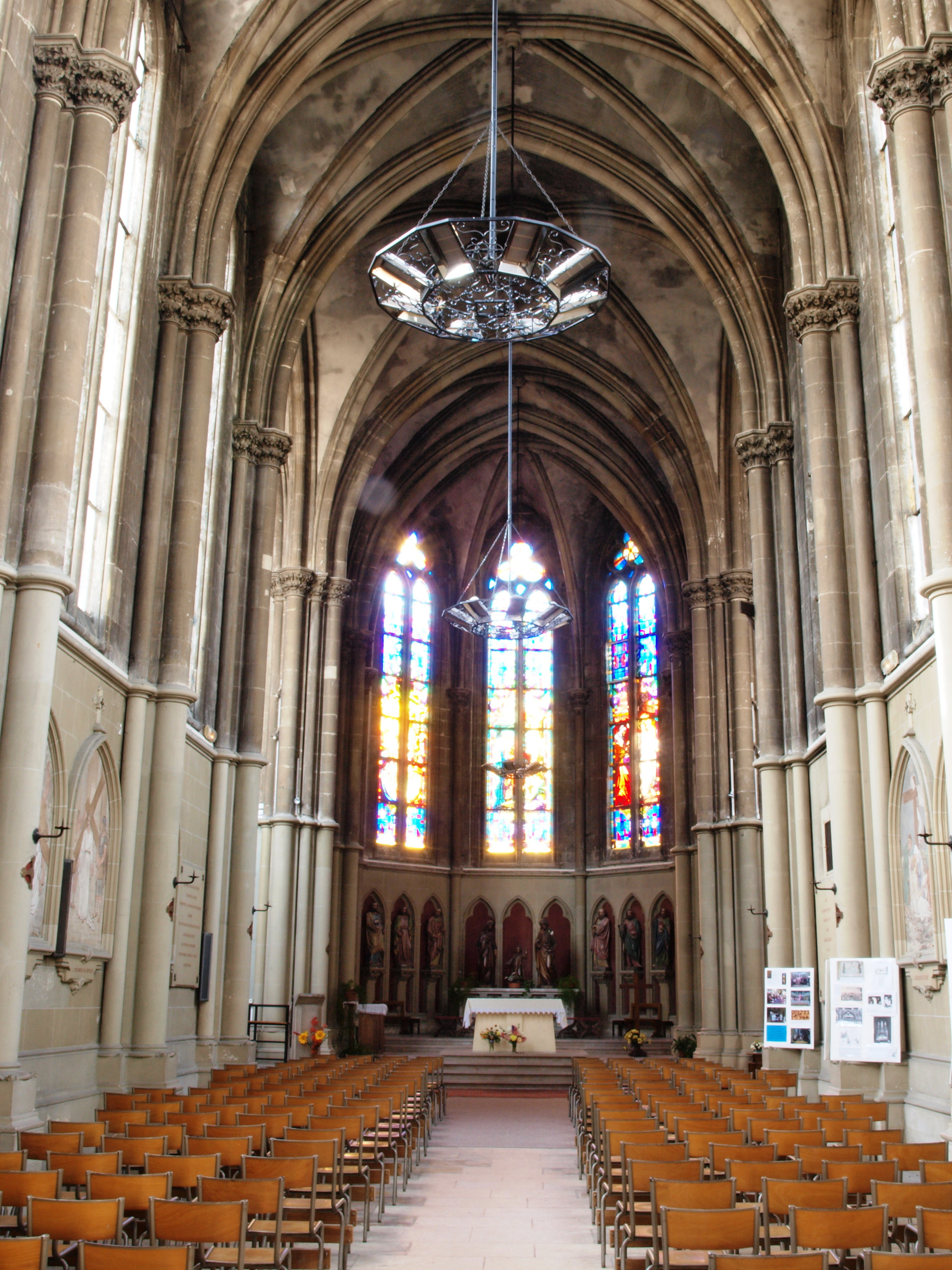
La nef,
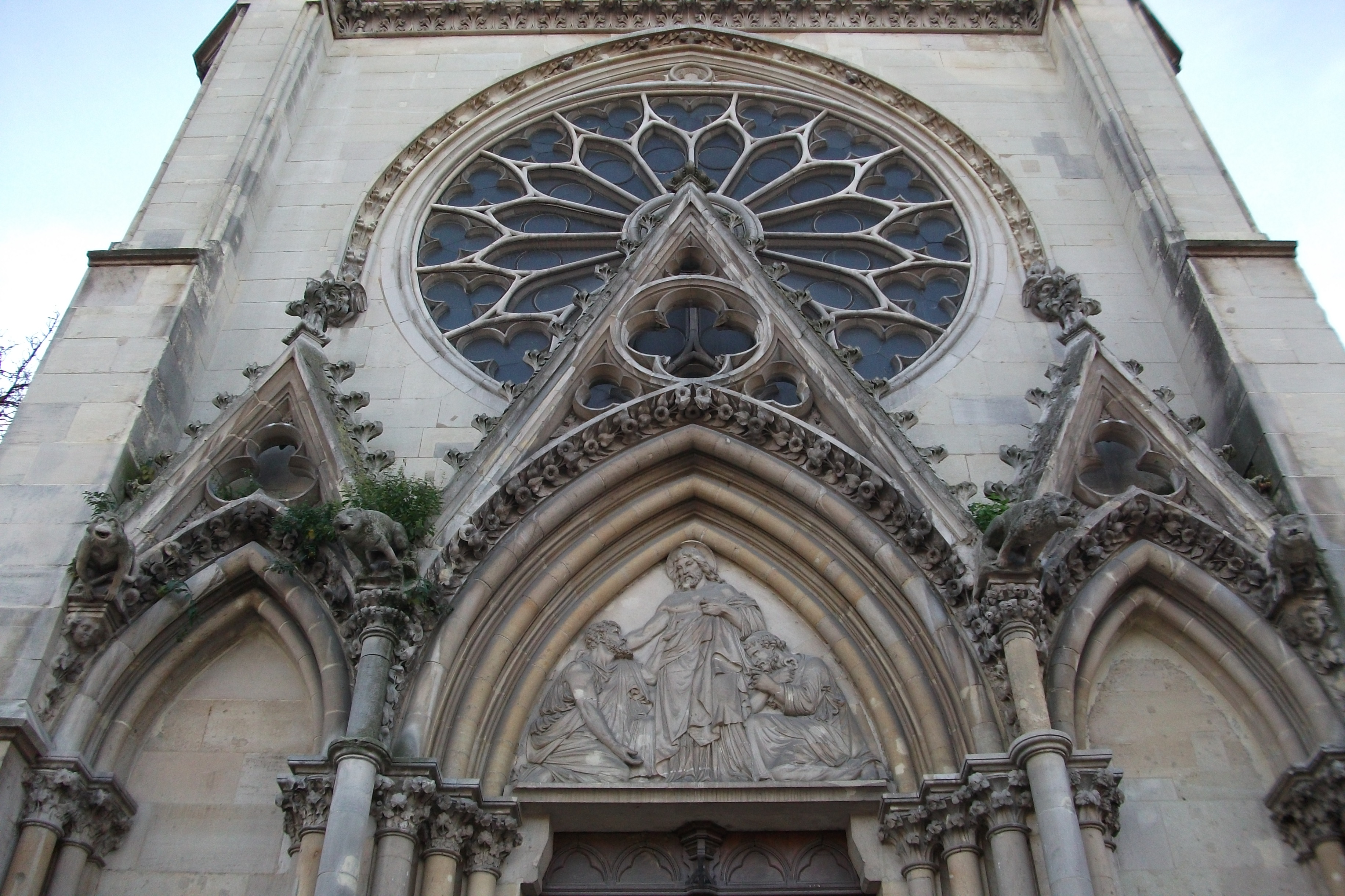
détail du portail,
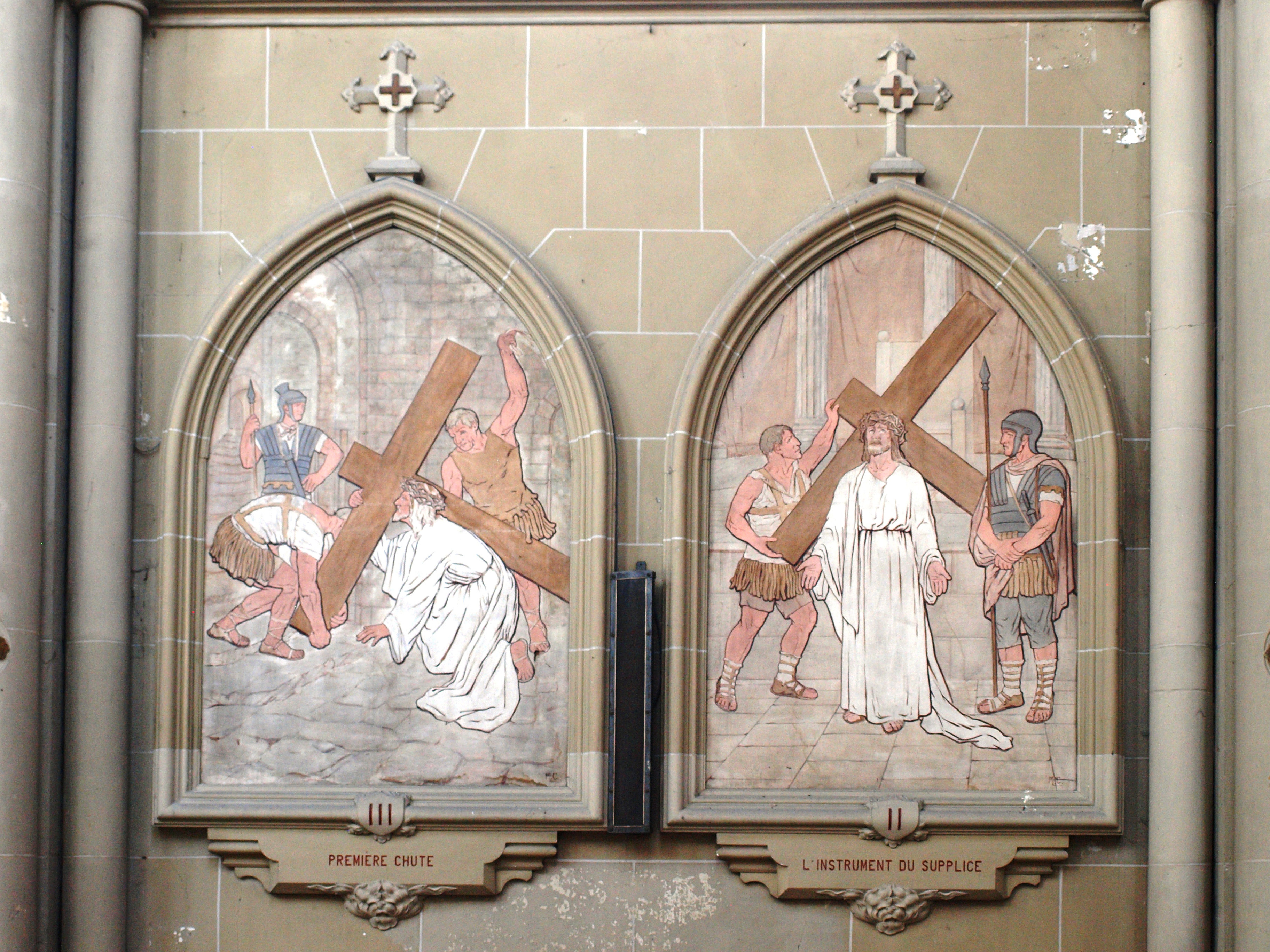
stations de croix.